# Arcene
Arcene is een gemeente in de Italiaanse provincie Bergamo (regio Lombardije) en telt 4529 inwoners (31-12-2004). De oppervlakte bedraagt 4,2 km², de bevolkingsdichtheid is 1028 inwoners per km².

## Demografie
Arcene telt ongeveer 1689 huishoudens. Het aantal inwoners steeg in de periode 1991-2001 met 4,9% volgens cijfers uit de tienjaarlijkse volkstellingen van ISTAT.
| Jaar | Inwoneraantal |
| ---- | ------------- |
| 1991 | 4145          |
| 2001 | 4257          |
| 2004 | 4529          |

## Geografie
De gemeente ligt op ongeveer 152 m boven zeeniveau.
Arcene grenst aan de volgende gemeenten: Castel Rozzone, Ciserano, Lurano, Pognano, Pontirolo Nuovo, Treviglio, Verdello.